# Avon Volcanic District
Der Avon Volcanic District ist eine rund 275 Quadratkilometer große magmatische Provinz im Südosten des US-amerikanischen Bundesstaates Missouri. Sie besteht aus über 80 Gängen und Diatrema alkalisch ultramafischer und karbonatitischer Zusammensetzung. Die eher ungewöhnliche Gesteinsassoziation wird aufgrund ihrer geographischen Lage gelegentlich auch mit den Impaktkratern am 38. Breitengrad in Verbindung gebracht.

## Einführung und Lage

Lage des Avon Volcanic District innerhalb des Lineaments am 38. Breitengrad

Der Avon Volcanic District, abgekürzt AVD, manchmal auch Avon Magmatic District, liegt etwa 90 Kilometer südlich von St. Louis in Missouri. Er gehört zur Middle Mississippi Alkaline Province, einer Alkaligesteinsprovinz am mittleren Mississippi River, zu der auch der Dent Branch-Bee Creek District und der Wauboukigou Alnöite District zählen. Charakteristisch ist die Gegenwart von Melilith. Der Alkalimagmatismus im südlichen Arkansas und in den Bundesstaaten am Golf von Mexiko ist jünger (Kreide) und enthält auch keinen Melilith.
Der Distrikt befindet sich am Südostende der Farmington Anticline, einer Südost-streichenden Antiklinalstruktur, und wird von zwei Verwerfunsszonen eingeschlossen, der rund 190 Kilometer langen, Ostsüdost-streichenden Ste. Genevieve Fault Zone im Nordosten und der parallel verlaufenden Simms Mountain Fault Zone im Südwesten. Die Verwerfungszone trennt den Ozark Dome (St. Francois Mountains) im Südwesten vom Illinois-Becken im Nordosten, wobei sich das Illinois-Becken an der Störungszone bis zu 900 Meter abgesenkt hat. Die Ste Genevieve Fault Zone endet  an ihrem Südostende im Nordost-streichenden Reelfoot Rift, einer Grabenzone, die Teil des einstigen Lower Midcontinent Rift System war. Die Farmington Anticline ist für ihre Vererzungen des Mississippi-Valley-Typs bekannt.

## Geologie
Die magmatischen Gesteine des Avon Volcanic District haben mesoproterozoisches Grundgebirge der Eastern Granite Rhyolite Province intrudiert, welches von rund hundert Meter mächtigen kambrischen Sedimenten abgedeckt wird, die vom Lamotte Sandstone im Liegenden (Nordwesten) bis zur Potosi-Formation im Hangenden (Südosten)  reichen. Auf dem Lamotte Sandstone lagert der Bonneterre Dolomite, gefolgt von der Davis-Formation und der Derby-Doerun-Formation.
Die Lithosphäre ist hier rund 200 Kilometer mächtig.

## Petrologie
Die Intrusiva können als Melilithite, Alnöite, Calciokarbonatite und Kimberlite angesprochen werden.
In den Diatrema finden sich Gesteine, die durch ihren Reichtum an akkretionären, bis zu 4 Zentimeter großen Lapilli bestechen. Die Lapilli werden aus einem Kern- und einen Mantelbereich aufgebaut. Im Kern finden sich gewöhnlich Megakristalle von Olivin, aber auch Magnetit und Klinopyroxen kommen vor. Selten sind Kerne aus Xenolithen der Unterkruste. Der Mantelbereich der Lapilli besteht gewöhnlich aus einer feinkörnigen Matrix von Olivinmelilithit und enthält eingeregelten, lattenförmigen Melilith, reliktuelle Mikrokristalle von Olivin sowie unveränderten Perowskit und andere Oxide. Sehr selten sind Lapilli, die gleichzeitig sowohl Melilithit als auch Karbonatit führen. Diese deuten womöglich auf einen Entmischungsprozess von silikatischem und karbonatitischem  Magma oder auf einen unvollständigen Mischprozess hin.
Die Gangfazies besteht vorwiegend aus Olivinmelilithit und führt Olivin und titanhaltigen Augit in einer Grundmasse aus Melilith und Perowskit. Klinopyroxen wird hierbei gewöhnlich durch Calcit ersetzt und die Grundmasse durch ein Gemenge aus Chlorit und Karbonaten.

## Alter
Zartman und Kollegen (1967) fanden für Biotite Abkühlungsalter  aus dem Unterdevon (Emsium) von 402 ± 19 Millionen Jahren BP. Zartman (1977) reduzierte dieses Alter dann später auf 388 bis 377 Millionen Jahre BP  (Mittel- bis Oberdevon, Givetium bis Frasnium).